# Кролик розбагатів
«Кролик розбагатів» (Rabbit is Rich) — роман американського письменника Джона Апдайка, третій том тетралогії, написаний у 1981 році.

## Історія створення
У 1960 року Апдайк опублікував історію розчарованого героя на прізвисько Кролик — роман «Біжи, Кролику» (1960). Цим романом письменник започаткував тетралогію. Наступна частина вийшла у світ у 1971 році. Джон Апдайк розповів про героя через десять років у романі «Повернення Кролика». Гаррі став поважнішим, керує фірмою з продажу автомобілів. Проте так само незадоволений побутом, інколи втікав, намагаючись знайти вихід із замкнутого кола безпросвітного існування. Знадобилося ще десять років, щоб написати третю частину — «Кролик розбагатів» — у 1981 році.

## Назва твору
«Кролик розбагатів» — назва роману містить власну назву — прізвисько головного героя. Невлаштований Гаррі Енгстром, на прізвисько Кролик, дійсно розбагатів, отримавши від тестя спадок. Матеріальне становище його значно покращилося, він посів міцне становище в суспільстві.

## Оформлення книги
Перший тираж книги у твердій палітурці для роману був розроблений автором і відрізняється від конструкцій з горизонтальними смугаминя у наступних виданнях. У наступних друкованих виданнях на палітурці наявний мотив смужки із зображеннями наборів ключів від автомобілів або з зображенням японського автомобіля кінця 1970-х.

## Зміст роману
В романі дія відбувається вже в семидесятих роках XX століття. Десять років тому Гаррі працював лінотіпістом, його звільнили і тесть взяв його до себе продавцем. А ще через п'ять років з дружиною Кролик отримав частку спадку покійного тестя, став більш забезпеченим. Успадкувавши автосалон, герой не в змозі бунтувати. Він тепер власник «Спрингер-моторс», одного з двох відділень фірми «Тойота» в районі Бруер. Немолодий і дуже заможний чоловік просто пливе за течією, насолоджуючись буднями. Герой вписався в діловий «істеблішмент». Тепер «гроші так і течуть до нього, великого, добродушного, славного малого.» Якщо раніше Гаррі прагнув до змін, протистояв навколишньому, то тепер стає затятим циніком, втрачаючи те, що виділяло його серед інших.
У Кролика багато проблем: пияцтво дружини Дженіс, проблеми його неспокійного сина Нельсона, його лібідо і примари з його минулого. Все це ускладнює його життя. Гаррі не був жадібним, але він ніколи не був задоволений. «У своєму духовному житті Кролик теж зауважує набагато більше порожнеч, ніж було раніше»
Значна частина роману приділена непростим стосункам з коханкою Рут. З'ясувалося, що її дочка не від Кролика. Його турбує Нельсон, його нерішучий син, студент Кентського державного університету, дівчина якого сподівалася народити від нього дитину.

## Герої роману
Головний герой — Гаррі Енгстром на прізвисько Кролик. Його колись так прозвали за вміння швидко бігати. Гаррі колись був спортсменом, займався баскетболом. Тепер досягнення юності забуті, чоловік не може знайти собі пристанища. Він рекламує кухонне приладдя, але виконувати роль живого манекена для побутових дрібниць для нього принизливо.
Колись Кролик Енгстрем був класним спортсменом, «зіркою» шкільного баскетболу. Тепер подвиги його юності забуті, і він відчуває себе застряглим на узбіччі. Світ залишається байдужим до нього. Звільнитися від повсякдення Гаррі намагається втечею. Він кидається з одного боу в інший, щоб врешті-решт повернутися до своєї клітки, з якої нема виходу. Він неспроможний змінити свого життя, і в цьому його трагедія.

## Художні особливості роману
- реалістична манері оповіді
- художний простір — повсякденне життя, відділене від столичного ритму.
- увага до внутрішнього світу героя
- протест проти системи цінностей, яка сформувалась у суспільстві 60-х років XX ст
- висвітлення одвічної проблеми "батьки і діти " багатство стилю;
- герої роману — «маленькі» люди;

## Відзнаки
1981 рік — Національна премія гуртка критиків книжкової літератури за художню літературу
1982 рік — Пулітцерівська премія за найкращий роман року.
1982 рік- Національна книжкова премія США. Кращий роман у твердій палітурці